# Fiat 508
El Fiat 508 fue un modelo de automóvil de la compañía Fiat. Fue popularmente conocido como Balilla, y presentado oficialmente en el Salón de Milán de 1932.

## Descripción
Sustituyó al Fiat 509, aunque la producción del modelo anterior había cesado en 1929. Tenía una caja de cambios de tres velocidades (aumentado a cuatro en 1934), cuatro asientos, y alcanzaba una velocidad máxima de alrededor de 80 km/h. Se produjeron cerca de 113.000 unidades, una gran parte de ellas en la fábrica Centralne Warsztaty Samochodowe, en Polonia. El 508 también se fabricó en Francia por SAFAF (Société Anonyme Française des Automobiles Fiat) como marca Simca-Fiat 6cv, y en Alemania y Checoslovaquia.
Tenía 3.145 mm de longitud y 995 cm³ de motor, y 20 CV a 3.800 rpm. Hubo varias versiones, como berlinas, cupés o incluso una militar.

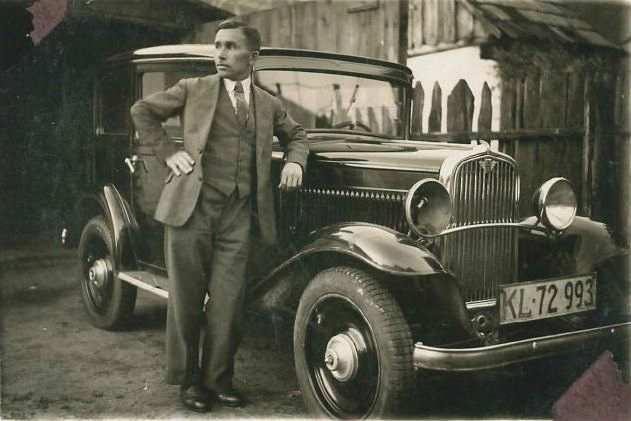
Fiat 508 Berlina (1932)
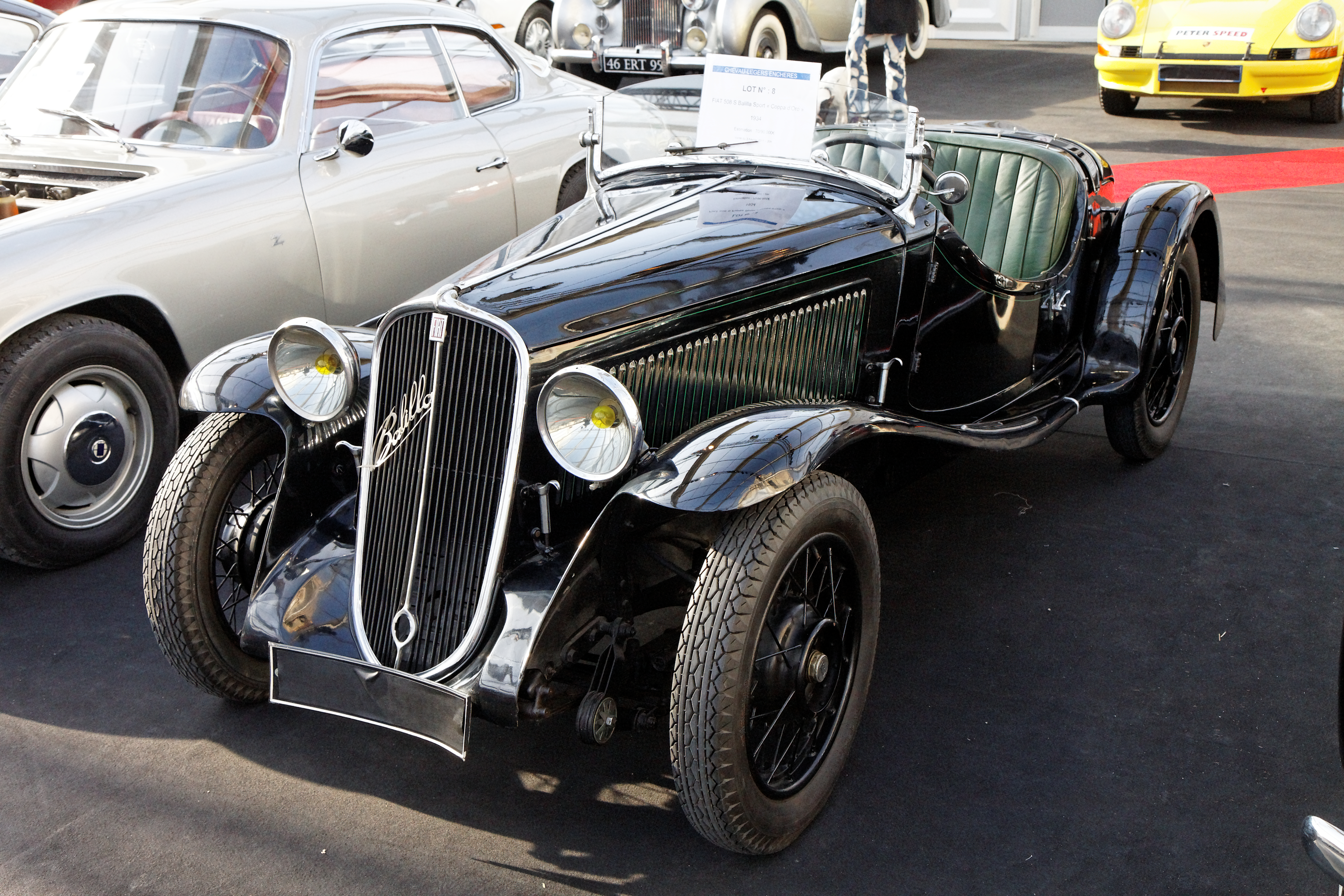
Fiat 508 Spider (1934)